# Хассельбах (Хунсрюк)
Хассельбах (нем. Hasselbach) — община в Германии, в земле Рейнланд-Пфальц.
Входит в состав района Рейн-Хунсрюк. Подчиняется управлению Кастеллаун. Население составляет 182 человека (на 31 декабря 2010 года). Занимает площадь 4,79 км².